# Peromyscopsylla silvatica
Peromyscopsylla silvatica är en loppart som först beskrevs av Frederik Vilhelm August Meinert 1896.  Peromyscopsylla silvatica ingår i släktet Peromyscopsylla och familjen smågnagarloppor. Inga underarter finns listade i Catalogue of Life.